# Stereodon diclados
Stereodon diclados là một loài Rêu trong họ Hypnaceae. Loài này được (Müll. Hal.) Broth. ex Paris miêu tả khoa học đầu tiên năm 1909.